# Patrick Brennan
Patrick Joseph "Paddy" Brennan (født 29. juli 1877, død 1. maj 1961) var en canadisk lacrossespiller, som deltog i OL 1908 i London.
Brennan var i begyndelsen af 1900-tallet en af Canadas bedste amatørlacrossespillere, og han fik adskillige tilbud om at blive professionel, hvilket han afslog for at kunne komme med til OL 1908.
Brennan blev olympisk mester i lacrosse i 1908 i London. Han var kaptajn på det canadiske lacrossehold, som vandt konkurrencen. Tre hold var tilmeldt, men Sydafrika trak sig, inden turneringen gik i gang, hvorefter mesterskabet blev afgjort mellem canadierne og det britiske hold. Spillet var ikke helt standardiseret, og der blev spillet efter regler, der var en krydsning mellem de regler, canadierne og briterne kendte. Kampen blev afvekslende med canadierne i front efter de to første quarters med 6-2. Efter pausen spillede briterne bedre og holdt 9-9, hvorved kampen endte 15-11 til canadierne.
Da han var amatør, måtte han arbejde ved siden af, og i 1909 stoppede han sin karriere. Han genoptog den imidlertid sporadisk med mellemrum i 1910'erne, og i slutningen af 1920'erne brugte han megen energi på at promovere sporten. Han blev manager for forskellige hold, både amatører og professionelle, og han vedblev med at arbejde for sin sport, indtil han i 1950'erne begyndte at få hjerteproblemer.
Efter sin død blev Brennan i 1966 optaget i Canadas Hall of Fame for lacrosse.